# 达木比·道尔里格扎布
达木比·道尔里格扎布（1959年—），蒙古族，蒙古国人，蒙古国政治人物。

## 生平
生于1959年。学习法律出身。后来成为蒙古民族民主党（MÜAN/MNDP）党员。1996年至1998年，在门德赛汗·恩赫赛汗内阁中担任国防部部长。自1998年起，担任蒙古国－俄罗斯铜钼矿石富集工厂主席。
2000年12月6日，蒙古民族民主党、蒙古社会民主党等政党合并为民主党。2000年至2002年，道尔里格扎布担任民主党主席。2001年3月21日，在宣布开始总统选举后，民主党在例行检查中，在原蒙古民族民主党党部总委员会会议厅、民主党主席办公室、民主党总书记办公室三处地点发现了窃听器。2001年3月22日，道尔里格扎布在记者招待会上称，民主党党部内发现被人秘密安放的窃听器，他认为该举动和2001年5月20日即将举行的2001年蒙古国总统选举有关，目的是窃听民主党对总统选举的想法，以便采取对策。他在最后称：“我们认为最有可能安放窃听器的就是现政府”。2001年3月23日，蒙古总理那木巴尔·恩赫巴亚尔否认政府与窃听器有关。此后，蒙古特别监察委员会举行紧急会议，决定成立多党组成的联合工作组。
在2004年国家大呼拉尔选举中，他被民主党提名，在乌布苏省第41选区代表祖国－民主联盟参选，但败给Q. Awdaï。
2011年9月20日，中华人民共和国最高人民检察院检察长曹建明在北京会见了蒙古国总检察长道尔里格扎布，双方签署了合作谅解备忘录。